# Resan till världens ända
Resan till världens ända: berättelse för gossar och flickor (originaltitel Reise te versens ende aa andre segnir) är en barnbok av den norske författaren Hallvard Bergh, utgiven första gången 1889 på Det norske Samlaget i kommission hjaa Alb. Cammermeyer. År 1896 översattes boken till svenska av Amanda Kerfstedt och utgavs på Hugo Gebers förlag.

## Mottagande
Anmälaren i tidningen Värden skrev "det är omöjligt att återgifva den vackra lilla berättelsen, man måste läsa den. Dess make får man leta efter. Den är sådan, att den borde öfversättas på främmande språk som ett bevis på, hvad det unga Norge förmår och äger af poesi." Seminarieföreståndaren Mathias Skard kommenterade boken med orden "Såsom en, hvilken önskar sina barn god lektyr,
vill jag säga Hallvard Bergh: Tack för denna bok. Och i det jag till honom säger: kom med mera, säger jag till föräldrar: Köpen denna bok." Skolföreståndaren Bergsgaard sade i Dagbladet om Resan till världens ända "Denna vackra berättelse, som blifvit betecknad som en af barnlitteraturens pärlor, borde icke saknas på barnens julbord."